# Исерно
И́серно (бел. Ісерна) — агрогородок в Слуцком районе Минской области Беларуси. Административный центр Исернского сельсовета. Находится в 18 км южнее Слуцка.

## История
Название деревни, возможно, происходит от татарского слова «исар» — крепость, поселение, обнесенное стеной.
В начале XX в. деревня Погостской волости Слуцкого повета, 110 дворов, 624 жителя. На 1 января 1998 года 174 двора, 428 жителей.
В деревне установлены памятнии:
- землякам, жителям деревень Гуляево, Калинино, Нежевка, Исерно, погибшим во время Великой Отечественной войны;
- партизанам отряда 14 Слуцких партизан бригады имени В. П. Чкалова, погибшим в 1944 году;
- на могилах связного партизанского отряда 14 Слуцких партизан Я. С. Караки, партизан В. Я. Христофорова и М. П. Самусевича, погибших в 1943 году;
- на могиле общественного деятеля БССР Копацевич В. Ц.

## Инфраструктура
- Исернский сельский исполком
- Исернский сельский дом культуры
- Исернская сельская библиотека-филиал сети публичных библиотек Слуцкого района .
- Исернская средняя школа
- Магазин № 104
- Отделение почтовой связи «Исерно»
- Отделение № 9 филиала № 615 АСБ «Беларусбанк»